# 准噶尔灭族
准噶尔滅族被認為是清王朝实施的针对蒙古族分支准噶尔部的大规模種族滅絕。1755年，由于阿睦尔撒纳叛清，乾隆帝決定征服准噶尔部。征服行为在臣服于清朝的回部（维吾尔族先民）属臣的协助下，由清军旗人将领实施，男性與老女人處死，年輕女子則被拐走。据学者估计，在1755至1757年清军征服期间，50萬到80萬人，约80%的准噶尔人死亡（其中一部分死於天花，佔比約40%左右）。

## 历史
清兵佔領西域後，準噶爾下屬部落頭領時叛時降，反覆無常，使清軍損兵折將。乾隆皇帝因此認為其“豺狼成性”，下令將叛亂部落盡行剿滅，“永絕根株”。實際上被下令剿滅的只是參與叛亂的部落，如噶勒藏多爾濟、巴雅爾、阿巴噶斯、哈丹、沙喇斯等部，以及淪為小股強盜山賊的“瑪哈沁”（原意為「吃肉的人」，這裡指匪徒，在紀昀《閱微草堂筆記》中有描述），但清軍在清剿中，有誤殺、濫殺無辜。由於清軍中多喀爾喀蒙古人，對入侵喀尔喀的準噶爾人恨之入骨，剿殺不遺餘力。還有已經歸附清朝的部落，如沙克都爾曼濟，因被大臣雅爾哈善懷疑叛亂，被清軍誤殺。清代史學家趙翼這樣記述：“時厄魯特懾我兵威，雖一部有數十百戶，莫敢抗者，呼其壯丁出，以次斬戮，寂無一聲，駢首就死。婦孺悉驅入內地賞軍，多死於途，於是厄魯特種類盡矣”。沒有反叛的部落被編旗，有的還被派到回部作戰，這些人都是在清朝滅亡準噶爾之前就歸附的部族。今只有伊犁州昭苏县、塔城地區和蒙古國西部仍有準噶爾殘部的末裔。
以俄國歷史學家兹拉特金《准噶尔汗国史》、台灣作家柏楊《中國人史綱》為代表的一些著作及文章認為，乾隆皇帝在消滅阿睦爾撒納後，命令兆惠對準噶爾部落進行了大屠殺，造成準噶爾部落的種族滅絕。兹拉特金的记述為：“所有史料一致指出，大批卫拉特居民被屠杀，这是清军司令部有计划进行的。……切列潘诺夫编年史肯定：在准噶尔‘人、畜全部被杀绝无遗，连俘虏也不放过，只有那些能够逃入俄罗斯边境的人才得了救。’”這種說法可以上溯至清代魏源的《聖武記》：
「王師初入，兵不血刃，矢不再發，而天不許也。王師再入，師則屢次，壘則再因，而天又不許也。幾大幸，又幾大不幸，一激再激，以致我朝之赫怒，帝怒於上，將帥怒於下，合圍掩群，頓天網而大獮之，窮奇渾沌檮杌饕餮之群，天無所訴，地無所容，自作自受，必使無遺育逸種於故地而後已。計數十萬戶中，先痘死者十之四，繼竄入俄羅斯、哈薩克者十之二，卒殲於大兵者十之三，除婦孺充賞外，至今惟來降受屯之厄魯特若干戶，編設佐領昂吉，此外數千里間無瓦剌一氈帳。」
乾隆二十年（1755年）平定準噶爾之前歸附清朝的準噶爾、輝特部落大多被編入八旗。早年率眾來降者被分散安置於十八省和熱河等地的駐防清軍。另有餘部份準噶爾部民被編入八旗察哈爾（或遷徙到漠北等地），成為清軍的作戰力量。
- 清军灭亡准噶尔之前归顺的各旗：
  - 額魯特旗、額魯特貝子旗（前/后旗），附牧於喀爾喀土謝圖汗部，後改屬賽音諾顏部。
  - 輝特下前旗、輝特下後旗，附牧於杜爾伯特部 (綽羅斯氏)。

- 阿睦爾撒納之亂以後準噶爾部人口因清軍的種族屠殺而大量滅絕。清朝將其殘部改準噶爾之名為整個漠西蒙古的部落名額魯特，就地安置，駐紮在新疆伊犁、塔爾巴哈臺以及科布多的額魯特雖然在清朝平定準噶爾之後才編設佐領，但他們大多數在此之前已經歸順清朝：
  - 輝特旗，附牧於札薩克圖汗部（雍正年叛逃准噶尔，乾隆年重新归降）
  - 八旗所屬伊犁額魯特營[8]，伊犁将军直属
    - 正黃旗、鑲黃旗、正白旗、鑲白旗、正藍旗、鑲藍旗、正紅旗、鑲紅旗

  - 塔爾巴哈臺額魯特十蘇木（佐領）[9]，塔尔巴哈台参赞大臣直属
    - 左翼：达什达瓦部众歸上三旗，位於今昭蘇縣境內
    - 右翼：其餘流散部眾歸下五旗，位於今尼勒克县、特克斯县及新源县境内

  - 科布多額魯特總管旗，科布多参赞大臣直属

一些準噶爾人的殘餘前往阿富汗，巴達赫尚，布哈拉，被當地統治者接受服兵役，隨後他們的後代皈依伊斯蘭教被吸納入當地突厥民族中。